# Temnothorax crassispinus
Temnothorax crassispinus (лат.) — вид мелких муравьёв трибы Crematogastrini из подсемейства Myrmicinae семейства Formicidae. Встречаются в центральной и восточной Европе, в том числе, Кавказ, Крым, причерноморская Россия (до Среднего Поволжья) и Украина. Мелкие желтовато-бурые муравьи (рабочие 2—3 мм, самки около 5 мм). Проподеальные шипики на заднегруди развиты. Стебелёк между грудкой и брюшком состоит из двух члеников: петиолюса и постпетиолюса (последний чётко отделён от брюшка), жало развито, куколки голые (без кокона). Мезофильный вид, гнёзда в ветках, под корой, в подстилке, на деревьях. Старые указания западноевропейского вида Temnothorax nylanderi для СССР относятся к Temnothorax crassispinus.